# Сиваська селищна рада
Сива́ська се́лищна ра́да — адміністративно-територіальна одиниця та орган місцевого самоврядування в Новотроїцькому районі Херсонської області. Адміністративний центр — селище міського типу Сиваське.

## Загальні відомості
Сиваська селищна рада утворена в 1959 році.
- Територія ради: 246,995 км²
- Населення ради: 4 610 осіб (станом на 1 січня 2011 року)

## Населені пункти
Селищній раді підпорядковані населені пункти:
- смт Сиваське

## Склад ради
Рада складається з 26 депутатів та голови.
- Голова ради: Батрановський Віктор Михайлович
- Секретар ради: Колько Віра Іванівна

### Керівний склад попередніх скликань
| Прізвище, ім'я, по батькові     | Основні відомості                                                | Дата обрання | Дата звільнення |
| ------------------------------- | ---------------------------------------------------------------- | ------------ | --------------- |
| Батрановський Віктор Михайлович | Селищний голова, 1959 року народження, освіта вища, безпартійний | 26.03.2006   | 31.10.2010      |
| Батрановський Віктор Михайлович | Селищний голова, 1959 року народження, освіта вища, безпартійний | 31.10.2010   |                 |

Примітка: таблиця складена за даними сайту Верховної Ради України

### Депутати
За результатами місцевих виборів 2010 року депутатами ради стали:

#### За суб'єктами висування
| Суб'єкт висування                                       | Кількість обраних депутатів | %    |
| ------------------------------------------------------- | --------------------------- | ---- |
| Партія регіонів                                         | 19                          | 73,1 |
| Комуністична партія України                             | 5                           | 19,2 |
| Політична партія Всеукраїнське об'єднання «Батьківщина» | 1                           | 3,8  |
| Самовисування                                           | 1                           | 3,8  |

#### За округами
| № округу                                                | Прізвище, ім'я, по батькові   | Дата визнання обраним | Освіта  | Партійна приналежність            | Відомості про обраного депутата                                                 |
| ------------------------------------------------------- | ----------------------------- | --------------------- | ------- | --------------------------------- | ------------------------------------------------------------------------------- |
| Комуністична партія України                             |                               |                       |         |                                   |                                                                                 |
| 2                                                       | Яковлєва Ірина Валеріївна     | 31.10.2010            | вища    | позапартійна                      | Сиваська школа-інтернат, вчитель                                                |
| 5                                                       | Шуригіна Галина Володимирівна | 31.10.2010            | вища    | член Комуністичної партії України | Сиваська школа-інтернат, вихователь                                             |
| 7                                                       | Баєва Світлана Олексіївна     | 31.10.2010            | вища    | член Комуністичної партії України | Сиваська школа-інтернат, вихователь                                             |
| 9                                                       | Шикула Тетяна Валеріївна      | 03.11.2010            | вища    | позапартійна                      | Сиваська школа-інтернат, вчитель                                                |
| 21                                                      | Гаврилюк Галина Федорівна     | 03.11.2010            | вища    | позапартійна                      | пенсіонер                                                                       |
| Партія регіонів                                         |                               |                       |         |                                   |                                                                                 |
| 1                                                       | Холодняк Ольга Анатоліївна    | 03.11.2010            | вища    | член Партії регіонів              | Агрофірма «Сиваш», інженер-технолог                                             |
| 3                                                       | Тринько Тетяна Миколаївна     | 03.11.2010            | вища    | член Партії регіонів              | Ремонтно-транспортне підприємство, бухгалтер                                    |
| 4                                                       | Пліхта Олена Миколаївна       | 03.11.2010            | середня | член Партії регіонів              | Районна станція юннатів, керівник гуртка                                        |
| 8                                                       | Ніконорова Юлія Володимирівна | 03.11.2010            | вища    | член Партії регіонів              | дитячий садок «Чебурашка», завідувачка                                          |
| 10                                                      | Колько Віра Іванівна          | 03.11.2010            | вища    | член Партії регіонів              | Сиваська селищна рада, секретар                                                 |
| 12                                                      | Козік Надія Федорівна         | 03.11.2010            | середня | член Партії регіонів              | Агрофірма «Сиваш», комірник                                                     |
| 13                                                      | Пахоменко Наталя Іванівна     | 31.10.2010            | вища    | член Партії регіонів              | Сиваська селищна рада, інспектор                                                |
| 14                                                      | Марищак Ольга Дмитрівна       | 03.11.2010            | середня | член Партії регіонів              | дитячий садок «Сонечко», завідувачка                                            |
| 15                                                      | Ломако Андрій Андрійович      | 03.11.2010            | середня | позапартійний                     | товариство обмеженої відповідальності «Світанок», завідувач току                |
| 16                                                      | Клочкова Любов Іванівна       | 03.11.2010            | середня | позапартійна                      | приватний підприємець                                                           |
| 17                                                      | Губенко Галина Олександрівна  | 03.11.2010            | середня | позапартійна                      | приватний підприємець                                                           |
| 18                                                      | Яринич Галина Миколаївна      | 03.11.2010            | середня | позапартійна                      | Сиваська амбулаторія, медична сестра                                            |
| 19                                                      | Донець Людмила Олегівна       | 03.11.2010            | вища    | позапартійна                      | товариство обмеженої відповідальності «Світанок», завідувачка МТФ№ 2            |
| 20                                                      | Андріянова Інна Григорівна    | 03.11.2010            | вища    | член Партії регіонів              | Сиваська загальноосвітня школа I-III ст. № 2, вихователь групи продовженого дня |
| 22                                                      | Малищак Василь Романович      | 03.11.2010            | вища    | позапартійний                     | Сиваська загальноосвітня школа I-III ст. № 2, вчитель                           |
| 23                                                      | Солодченко Наталя Анатоліївна | 03.11.2010            | вища    | позапартійна                      | Сиваська загальноосвітня школа I-III ст. № 2, вчитель                           |
| 24                                                      | Примакіна Тетяна Анатоліївна  | 31.10.2010            | середня | член Партії регіонів              | комунальне підприємство, головний бухгалтер                                     |
| 25                                                      | Фисина Галина Андріївна       | 03.11.2010            | середня | позапартійна                      | товариство обмеженої відповідальності «Світанок», комендант гуртожитку          |
| 26                                                      | Лучко Лідія Іванівна          | 31.10.2010            | середня | позапартійна                      | пенсіонер                                                                       |
| Політична партія Всеукраїнське об'єднання «Батьківщина» |                               |                       |         |                                   |                                                                                 |
| 6                                                       | Домаскін Наталія Анатоліївна  | 31.10.2010            | вища    | позапартійна                      | Сиваська селищна рада, касир                                                    |
| Самовисування                                           |                               |                       |         |                                   |                                                                                 |
| 11                                                      | Іваннікова Ніна Іванівна      | 03.11.2010            | середня | позапартійна                      | Агрофірма «Сиваш», диспетчер                                                    |